# Schossin
Schossin es un municipio situado en el distrito de Ludwigslust-Parchim, en el estado federado de Mecklemburgo-Pomerania Occidental (Alemania), a una altitud de 39 metros. Su población a finales de 2016 era de 237 habs. y su densidad poblacional, 21 hab/km².
Está ubicado a poca distancia al sur de la frontera con el estado de Mecklemburgo Noroccidental.